# Cantorchilus
Cantorchilus és un gènere d'ocells de la família dels troglodítids (Troglodytidae) que viu en diferents hàbitats de la zona Neotropical.

## Taxonomia
Segons la Classificació del Congrés Ornitològic Internacional (versió 14.2, 2024) aquest gènere està format per 12 espècies:
- Cantorchilus modestus - cargolet modest
- Cantorchilus zeledoni - cargolet de Zeledón
- Cantorchilus elutus - cargolet de l'istme
- Cantorchilus leucotis - cargolet pitclar
- Cantorchilus superciliaris - cargolet cellut
- Cantorchilus guarayanus - cargolet de Guarayos
- Cantorchilus longirostris - cargolet becllarg
- Cantorchilus griseus - cargolet gris
- Cantorchilus semibadius - cargolet riberenc
- Cantorchilus nigricapillus - cargolet de capell
- Cantorchilus thoracicus - cargolet pitestriat
- Cantorchilus leucopogon - cargolet gorjaestriat